# Molpadia musculus
Molpadia musculus is een zeekomkommer uit de familie Molpadiidae.
De wetenschappelijke naam van de soort werd in 1826 gepubliceerd door A. Risso.

## Synoniemen
- Haplodactyla mediterranea Grube, 1840
- Ankyroderma hispanicum Petit, 1883
- Ankyroderma perrieri Petit, 1883
- Ankyroderma danielsseni Théel, 1886
- Trochostoma violaceum Théel, 1886
- Ankyroderma loricatum R. Perrier, 1898
- Eumolpadia asaphes Heding, 1935
- Molpadia musculus f. spinosa Parker, 1964
- Molpadia musculus f. violacea Parker, 1964